# Грузинци в Иран
Иранските грузинци (на грузински: ირანის ქართველები) са етнически грузинци, живеещи на територията на съвременен Иран.
Източна Грузия е под зависимостта на Персия от 16 до края на 18 век, започвайки със завладяването ѝ от Сефевидите. Шах Абас I, неговите предшественици и наследници, принудително преселват стотици хиляди грузинци, които традиционно изповядват християнство и юдаизъм, за да намали влиянието на къзълбашите, да развие индустриална икономика, да увеличи военната мощ и да насели новопостроените градове в различни региони на Персия, включително в провинциите Исфахан и Керман. Редица благородници емигрират доброволно в Иран през вековете. През 19 век, подобно на мухаджирите, грузинци се изселват в Персия след руското завоевание на Кавказ. Грузинската общност във Ферейдуншер, ферейданите, запазва грузинската си идентичност и в днешно време, въпреки че е принудена да възприеме аспекти от иранската култура като персийския език и шиизма, за да оцелее в местното общество.

## История

### Ерата на Сефевидите
Очевидно първата общност на грузинците в страната се появява след нашествието в Кавказ на шах Тахмасп I, в резултат на което 30 000 грузинци и представители на други кавказки народи са отведени в Персия. Грузински селища се появяват в Персия през 1610-те години, когато по заповед на шах Абас I около 200 000 души са преселени от източните грузински провинции Кахетия и Картли като наказателна експедиция срещу най-лоялните дотогава грузински васали: Теймураз I и Луарсаб II. Повечето от съвременните ирански грузинци са техни потомци, а не на грузинците, преселени по времето на Тахмасп I. По-късно, след смъртта на Абас, през 17, 18 и 19 век, се извършват нови депортации, последната от които е при управлението на династията Каджар. През XIX век редица грузинци мигрират в Персия, подобно на мухаджирите, след завладяването на Кавказ от Руската империя. По указание на шаха заселниците са изпратени в слабо населени земи, които новодошлите бързо превръщат в развити земеделски райони. Много от новите селища получават грузински имена, съвпадащи с географски имена в Грузия. По време на сефевидската епоха, Грузия е толкова политически и до известна степен в културно отношение свързана с Персия, че грузинците заменят къзълбашите сред длъжностните лица, заедно с черкези и арменци.
По време на пътешествията си италианският пътешественик Пиетро Дела Вале пише, че в Персия няма къщи, в които да не живеят грузински роби, отбелязвайки присъствието на огромен брой грузинци в иранското общество. Много грузинци живеят в късната столица на Сефевидите, Исфахан. Много от жителите на града са имали грузински, черкезки и дагестански корени. Енгелберт Кемпфер, който посещава Сафавидска Персия през 1684 – 1685 г., изчислява броя им на 20 000. След сключването на споразумението между шах Абас I и неговия грузински васал Теймураз I, според което последният признава управлението на Сефевидите в замяна на вътрешно самоуправление и назначаването на сина си за даруга (управител) на Исфахан, грузинският принц приема исляма. Войниците, придружаващи Теймураз, говорят грузински. Дворът на шаха в Исфахан е охраняван от голям брой грузински воини, има и много грузинки. Въпреки че говорят фарси или тюркски, майчиният им език е грузински.
През последните дни на империята на Сефевидите нейните врагове: Османската империя, Руската империя, както и афганистанските племена от далечните източни региони, се възползват от слабостта на държавата и нахлуват в Иран. Приносът на иранските грузинци във войните срещу афганистанците е от решаващо значение. Грузинците участват в битката при Голнабад и битката при Ферейдуншер. В последната те нанасят пълно поражение на афганистанските племена.
Според персийски източници, през ерата на Сефевидите, 225 000 грузинци са транспортирани в централна Персия през първите два века. Според грузински източници броят на депортираните е 245 000.

### Афшаридската епоха
По време на управлението на династията Афшариди, според персийски източници, 5000 грузински семейства са преселени в Персия, грузински източници посочват, че броят им е 30 000 души.

### Ерата на каджарите
Династията Каджар има най-пълен контрол над Грузия, за кратък период от своето съществуване. През това време, според персийски източници, 15 000 грузинци са депортирани в Персия; според грузински източници те са 22 000. Това е последната голяма грузинска миграция в Иран след битката при Крцаниси през 1795 година.

### Съвременен Иран
Въпреки изолацията от Грузия, много грузинци са запазили езика и традициите си, но са принудени да приемат исляма. Етнографът Ладо Агниашвили става първият представител на Грузия, посетил общността през 1890 г.
След Първата световна война грузинското малцинство в Иран се включва в конфронтацията между Западния свят и Съветска Русия. През 1945 г. тази компактна етническа общност, заедно с други етнически малцинства, населяващи Северен Иран, попада в центъра на вниманието на СССР като възможен инструмент за влияние върху вътрешната политика на Иран. Докато съветското ръководство в Грузия иска да ги репатрира, централното правителство в Москва очевидно предпочита да задържи грузинците в Иран. Опитите на СССР да получи влияние в Северен Иран са спрени едва след като Сталин осъзнава, че са непрактични поради иранското упорство и натиска от САЩ.
През юни 2004 г. новият президент на Грузия Михаил Саакашвили става първият грузински политик, посетил иранската грузинска общност във Ферейдуншер. Хиляди местни грузинци приветстваха делегацията, поздравявайки я с новото грузинско знаме с пет кръста. Саакашвили, който подчертава историческата роля на грузинците в защитата на Иран, полага цветя върху гробовете на иранските грузинци, загинали по време на ирано-иракската война.

## География, език и култура
Грузинското малцинство в Иран все още използва грузинския език. Центърът на грузинската диаспора в Иран е Ферейдуншер, малък град на 150 км западно от Исфахан, в областта, известен в историята като Ферейдан. Около Ферейдуншер има 10 грузински градове и села. В тази област грузинската идентичност е запазена по-добре, отколкото на други места в Иран, повечето хора разбират грузински и го използват в ежедневната комуникация.
Други места за компактно пребиваване на грузинци са в Хорасан близо до Абас-Абад (на половината път между Имамшахр и Сабзевар), където е останала само една възрастна жена, която си спомня за грузинците през 1934 г.; в Мазандаран близо до Бехшехр, в Гилан близо до Фараз Абад, в Исфахан близо до Наджафабад, Бад, Рахматабад, Язданшер и Амир Абад. Тези места често се наричат „грузински квартали“. Много грузинци и иранци от грузински произход също са разпръснати в големите ирански градове като Техеран, Исфахан,Дезфул, Рещ, Кередж и Шираз. Повечето от тези общности не говорят грузински, но запазват чертите на грузинската култура и се идентифицират като грузинци. Понякога се твърди, че иранските грузинци запазват останки от християнската традиция, но има малко доказателства. Иранските грузинци спазват шиитските традиции, както и нерелигиозните традиции на иранското общество, например Новруз.
Местното самоназвание на грузинците в Иран, подобно на други грузинци в света, е „картвели“ (на грузински: ქართველი), въпреки че понякога се използват етнонимите „горж“, „горжи“ (от персийското име на грузинците). Те наричат своя език „картули“ (на грузински: ქართული). Както посочва Резвани, това не е изненадващо, като се има предвид, че всички други грузински диалекти в Иран са изчезнали.
Броят на грузинците в Иран е над 100 000. Според Encyclopaedia Georgiana (1986) около 12 000 – 14 000 души са живели в селските райони на Ферейдан около 1896 г. Според по-късна оценка, дадена от Резвани (публикувана през 2009 г., написана през 2008 г.), във Ферейдан може да живеят най-малко 61 000 грузинци. Според други оценки (Енциклопедия на народите на Африка и Близкия изток, 2009 г.) иранските грузинци са над 100 000. Грузинците са най-голямата група сред кавказките народи на Иран, пред черкезите.